# Порнышиха
Порнышиха — река в России, протекает по Заволжскому району Ивановской области и Островском районе Костромской области. Устье реки находится в 2,2 км по правому берегу реки Сендега. Длина реки составляет 14 км.

## Течение
Исток реки расположен у деревни Комарово в 6 км к северу от Заволжска. Река течёт на северо-восток, впадает в Сендегу у деревни Худяки двумя километрами выше впадения самой Сендеги в Меру.

## Данные водного реестра
По данным государственного водного реестра России относится к Верхневолжскому бассейновому округу, водохозяйственный участок реки — Волга от города Кострома до Горьковского гидроузла (Горьковское водохранилище), без реки Унжа, речной подбассейн реки — Волга ниже Рыбинского водохранилища до впадения Оки. Речной бассейн реки — (Верхняя) Волга до Куйбышевского водохранилища (без бассейна Оки).
Код объекта в государственном водном реестре — 08010300412110000013766.